# Ammersbek
Ammersbek település Németországban, Schleswig-Holstein tartományban. Lakosainak száma 10 035 fő (2023. december 31.). Ammersbek Ahrensburg községgel határos.

## Népesség
A település népességének változása:
| Lakosok száma | 9722 | 9745 | 9825 | 9905 | 10 044 | 10 035 |
|               | 2014 | 2017 | 2019 | 2021 | 2022   | 2023   |